# Ismaïl Issakov
Pour les articles homonymes, voir Issakov.
Ismaïl Issakovitch Issakov (en russe : Исмаил Исакович Исаков), né le 11 juin 1950, a été ministre de la Défense du Kirghizistan du 27 septembre 2005 au 26 mai 2008.